# Изуверский интернат
«Изуверский интернат» (англ. The Austere Academy) — новелла Дэниела Хэндлера, пятая из тринадцати книг серии «33 несчастья».

## Сюжет
На этот раз сироты Бодлеры оказываются в интернате, где царят жёсткие правила и непоколебимая дисциплина. Хотя бы здесь Бодлеры надеются скрыться от своего коварного преследователя, Графа Олафа, но жадный до наживы, он и здесь находит детей — теперь он представляется учителем физкультуры по имени Чингиз.
Между тем, у Бодлеров появляются друзья в лице тройняшек Квегмайер — Айседоры и Дункана, чей брат погиб при таинственных обстоятельствах.

## Культурные отсылки и литературные аллюзии
- Имена Айседора и Дункан — это имя и фамилия известной танцовщицы и возлюбленной Есенина Айседоры Дункан, погибшей в результате несчастного случая: её шарф запутался в спицах колеса едущей спортивной машины.
- Название Пруфрок (англ. Prufrock) — отсылка к поэме «Песня о любви Джея Альфреда Пруфрока», написанной Т. С. Элиотом.
- Чингисхан — легендарный завоеватель, основавший Монгольскую империю. В честь него Олаф назвал свой новый образ тренера Чингиза.
- Миссис Басс, мистер Ремора (по-русски прилипаловые), мисс Тенч (по-русски линь) носят те же имена, что и виды рыб.
- Когда Айседора говорит, что пишет стихи, Солнышко восклицает Сапфо! — имя греческой поэтессы.
- Обложка книги отсылает к классическому роману Чарльза Диккенса «Оливер Твист».
- Имя завуча Ниро — отсылка к римскому императору-тирану Нерону.

## Аудиокнига
К этому роману была выпущена аудиокнига, ставшая последней, которую читал сам автор Дэниел Хэндлер под псевдонимом Лемони Сникета. Над всеми последующими аудио-изданиями работал актёр Тим Карри.